# Циппин, Лео
Лео Циппин (25 января 1905, Нью-Йорк, Нью-Йорк — 11 мая 1995, Нью-Йорк, Нью-Йорк) — американский математик. Наиболее известен решением пятой проблемы Гильберта вместе с Дином Монтгомери и Эндрю Глисоном в 1952 году.

## Биография
Лео Циппин родился в 1905 году в семье Беллы Салвен и Макса Циппина, эмигрировавших в Нью-Йорк из Украины в 1903 году. В 1929 году он закончил бакалавриат и аспирантуру в Пенсильванском университете. Его научным руководителем был Джон Роберт Клайн.
Лео Циппин — автор книги «Использование бесконечности» (The Uses Of Infinity) и, совместно с Дином Монтгомери, монографии «Группы топологических преобразований». В 1952 году он вместе с Эндрю Глисоном и Дином Монтгомери решил пятую проблему Гильберта.

## Личная жизнь
Женился на Фрэнсис Левинсон в 1932 году. У них было двое дочерей: Нина, известный литературный критик и историк литературы, и Вивиан.
Преподавал в Куинс-колледже во Флашинге, Куинс.